# 北島チューリップ公園
北島チューリップ公園（きたじまチューリップこうえん）は、徳島県板野郡北島町にあるチューリップをテーマとした公園。とくしま88景に選定。
隣接しており、北島チューリップ公園の関連施設がある北島中央公園についても記述する。

## 北島チューリップ公園について

### 概要
戦後間もない頃よりチューリップ栽培が始められ、現在では年間約60万本のチューリップを出荷するほど、チューリップ栽培の盛んな町となった。その北島町のチューリップ栽培を象徴するのが本公園である。
- 住所：〒771-0203　徳島県板野郡北島町中村字日開野
- 開園：9:00-17:00（4月の開園期間中は無休）
- 料金：無料
- 面積：1,817m2
- 品種：48品種
- 植付球数：計38,000球

### 北島チューリップフェア
毎年4月に開催されている北島町のチューリップに関するイベント。徳島は、チューリップの切花出荷全国第3位で、県内では北島町のチューリップ畑以外は存在しない。チューリップの販売やチューリップに関するイベント等が行われる。

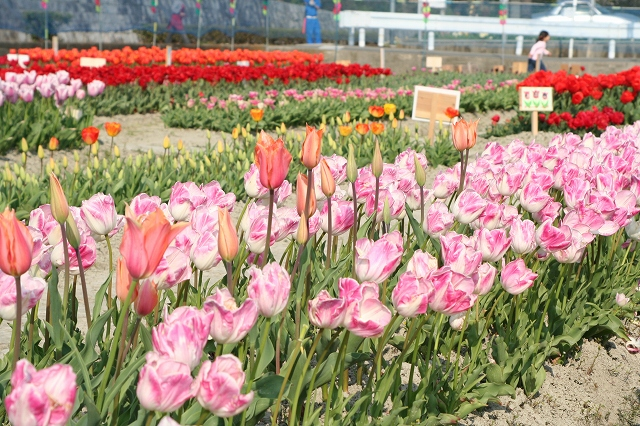
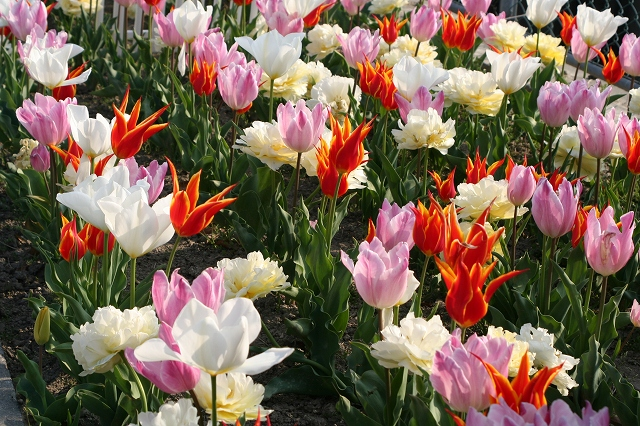
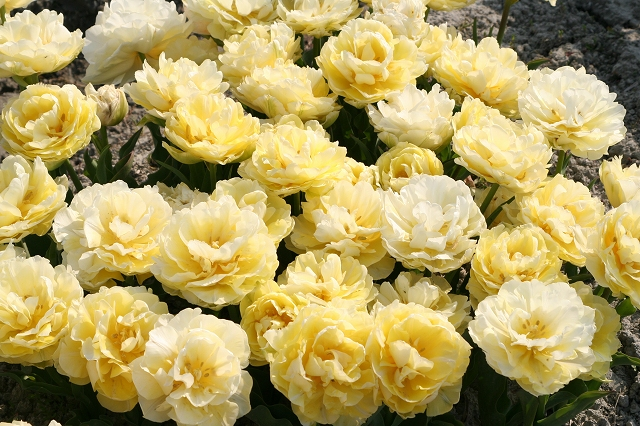

## 北島中央公園について

### 概要
体育館・グランド・温水プールといった運動用施設や散策道などが整備されている。北島チューリップ公園の関連施設である、チューリップハウス・風車「ふうちゃん」は隣接するこちらに建設された。
- 住所：〒771-0203　徳島県板野郡北島町中村字中内45-1

### 北島町民体育センター
北島町民体育センターは、北島中央公園内にある体育館である。旧名称は北島勤労者体育センターであったが、北島町が買収した際に改称した。
- 住所：〒771-0203　徳島県板野郡北島町中村字中内11-1
- 利用時間：8:30-21:30
- 料金：有料（町民以外の利用は使用料を割増）。なお、課金は1時間単位である。
- 施設：卓球場

### 北島町温水プール
北島町温水プールは北島中央公園内にある温水プールである。愛称はサンビレッジ北島。
- 住所：〒771-0203　徳島県板野郡北島町中村字日開野51-5
- 利用時間：平日10:00-21:30、日・祝日10:00-17:00
- 料金：有料。温水プールには11枚綴の回数券がある。
- 施設：子供用プール、ジャグジー、寝湯、プール観覧席、トレーニング室、ミーティングルーム

### その他の公園内施設
- チューリップハウス
- 風車「ふうちゃん」
- 子供遊戯広場
- グランド（北島中央公園スポーツ広場）
- 駐車場

## アクセス
鉄道
- 四国旅客鉄道（JR四国）高徳線勝瑞駅から自動車で約10分。

バス
- 徳島バス立道線「中村」・「北中村」、鳴門線「老門」の各バス停下車、徒歩約10分。